# Mediorhynchus sipocotensis
Espèce
Mediorhynchus sipocotensis est une espèce d'acanthocéphales de la famille des Gigantorhynchidae. C'est un parasite digestif d'oiseaux aux Philippines.

## Description
Les types de Mediorhynchus sipocotensis, une femelle non-gravide adulte et un mâle adulte, mesurent 12,5 mm de long et  2,2 mm en diamètre pour la femelle et, respectivement, 5,7 mm par 1,2 mm pour le mâle.

## Étymologie
Son nom spécifique, composé de sipocot et du suffixe latin -ensis, « qui vit dans, qui habite », lui a été donné en référence au lieu de sa découverte, Sipocot, une municipalité de la province de Camarines Sur aux Philippines.

## Publication originale
- (en) Marcos A. Tubangui, « Additional notes on Philippine Acanthocephala », The Philippine Journal of Science, Manille, vol. 56,‎ 1935, p. 13-20 (lire en ligne, consulté le 16 mars 2020).